# Adissan
Adissan är en kommun i departementet Hérault i regionen Occitanien i södra Frankrike. Kommunen ligger i kantonen Montagnac som tillhör arrondissementet Béziers. År 2022 hade Adissan 1 347 invånare.

## Befolkningsutveckling
Antalet invånare i kommunen Adissan
Referens:INSEE